# Stine Eiberg Jørgensen
Stine Eiberg Jørgensen (* 25. November 1998 in Høje-Taastrup, Dänemark) ist eine dänische Handballspielerin, die für die dänische Nationalmannschaft aufläuft.

## Karriere

### Im Verein
Stine Eiberg Jørgensen begann das Handballspielen im Alter von sieben Jahren beim dänischen Verein Taastrup Idræts Klub. Im Jahr 2012 wechselte sie in die Jugendabteilung des Verein Ajax København. Die Rückraumspielerin erhielt schon in ihrer Jugendzeit Spielanteile in der Damenmannschaft von Ajax København, mit der sie 2017 in die Damehåndboldligaen aufstieg. Im Jahr 2022 schloss sie sich dem Ligakonkurrenten Nykøbing Falster Håndboldklub an. Mit Nykøbing Falster Håndboldklub stand sie im Finale der EHF European League 2022/23 und wurde in der darauffolgenden Spielzeit dänische Vizemeisterin.

### In Auswahlmannschaften
Jørgensen bestritt fünf Partien für die dänische Jugendnationalmannschaft, die sie allesamt beim Europäischen Olympischen Sommer-Jugendfestival 2015 in Tiflis absolvierte. Sie steuerte drei Treffer zum Gewinn der Silbermedaille bei. Für die dänische Juniorinnennationalmannschaft kam sie 17-mal zum Einsatz. Mit dieser Auswahlmannschaft nahm sie an der U-20-Weltmeisterschaft 2018 teil. Seit dem Jahr 2024 gehört Jørgensen dem Kader der dänischen A-Nationalmannschaft an. Im Jahr 2024 gewann sie die Silbermedaille bei der Europameisterschaft.

## Sonstiges
Ihr Vater ist Lars Eiberg Jørgensen, der für die dänische Nationalmannschaft auflief. Ihre Schwester Maja Eiberg Jørgensen spielt ebenfalls Handball.